# Слатина (город, Хорватия)
Сла́тина (хорв. Slatina) — город в Вировитицко-Подравской жупании в Хорватии. Располагается в восточной части страны. Второй по величине город провинции после Вировитицы. Население — 10 920 человек (2001).

## Общие сведения
Слатина расположена в западной Славонии, в обширной долине Дравы, известной также как Подравина. Сама Драва протекает 10 километрами к северу от города, по ней на этом участке проходит граница с Венгрией. К югу от Слатины находится горная цепь Папук.
В 31 километре к северо-западу от Слатины находится город Вировитица, в 40 километрах к юго-востоку — Нашице, в 40 километрах к югу — Пожега, в 40 километрах к востоку — Доньи-Михольяц.
Через город проходят автомобильная и железная дорога Осиек — Вировитица — Копривница — Вараждин, а также автодороги на Пожегу и Доньи-Михольяц.
Экономика города базируется на сельском хозяйстве, в первую очередь животноводстве и виноградарстве; а также пищевой, табачной и текстильной промышленности, металлообработке, производстве стройматериалов.
Слатина впервые упомянута в 1297 году, в XV веке в городе была построена крепость. В годы существования Югославии между 1921 и 1991 годами город назывался Подравска Слатина.
Летом 1991 года Слатину пытались захватить боевики из непризнанной Республики Сербская Краина. В августе 1991-го сербы убили нескольких хорватских полицейских.
Среди культурных событий города следует отметить городскую ярмарку (конец августа) и музыкальный фестиваль (май).

## Достопримечательности
- Замок Драшковичей — построен в XIX веке.
- Церковь св. Иосифа — неоготический храм, построен в начале XX века на месте более старого храма.

## Города-побратимы
- Венгрия: Сигетвар